# Dél-Korea a 2018. évi téli olimpiai játékokon
Dél-Korea a dél-koreai Phjongcshangban megrendezett 2018. évi téli olimpiai játékok házigazda nemzeteként vett részt a versenyeken. Az országot az olimpián 15 sportágban 122 sportoló képviselte, akik összesen 17 érmet szereztek.

## Érmesek
| Érem  | Versenyző                                                         | Sportág                    | Versenyszám                 |
| ----- | ----------------------------------------------------------------- | -------------------------- | --------------------------- |
| Arany | Lee Seung-hoon                                                    | Gyorskorcsolya             | Férfi tömegrajtos           |
| Arany | Lim Hyo-jun                                                       | Rövidpályás gyorskorcsolya | Férfi 1500 m                |
| Arany | Choi Min-jeong                                                    | Rövidpályás gyorskorcsolya | Női 1500 m                  |
| Arany | Choi Min-jeong Kim A-lang Kim Ye-jin Lee Yu-bin Shim Suk-hee      | Rövidpályás gyorskorcsolya | Női 3000 m váltó            |
| Arany | Yun Sung-bin                                                      | Szkeleton                  | Férfi                       |
| Ezüst | Jun Jung-lin Kim Dong-hyun Seo Young-woo Won Yun-jong             | Bob                        | Férfi négyes                |
| Ezüst | Kim Eun-jung Kim Kyeong-ae Kim Seon-yeong Kim Yeong-mi Kim Cho-hi | Curling                    | Női                         |
| Ezüst | Cha Min-kyu                                                       | Gyorskorcsolya             | Férfi 500 m                 |
| Ezüst | Lee Sang-hwa                                                      | Gyorskorcsolya             | Női 500 m                   |
| Ezüst | Kim Bo-reum                                                       | Gyorskorcsolya             | Női tömegrajtos             |
| Ezüst | Lee Seung-hoon Chung Jae-won Kim Min-seok                         | Gyorskorcsolya             | Férfi csapat                |
| Ezüst | Hwang Dae-heon                                                    | Rövidpályás gyorskorcsolya | Férfi 500 m                 |
| Ezüst | Lee Sang-ho                                                       | Snowboard                  | Férfi parallel giant slalom |
| Bronz | Kim Tae-yun                                                       | Gyorskorcsolya             | Férfi 1000 m                |
| Bronz | Kim Min-seok                                                      | Gyorskorcsolya             | Férfi 1500 m                |
| Bronz | Lim Hyo-jun                                                       | Rövidpályás gyorskorcsolya | Férfi 500 m                 |
| Bronz | Seo Yi-ra                                                         | Rövidpályás gyorskorcsolya | Férfi 1000 m                |

## Alpesisí
Férfi
| Versenyző      | Versenyszám            | 1. futam      | 1. futam      | 2. futam | 2. futam | Összesítés | Összesítés |
| Versenyző      | Versenyszám            | Idő           | Hely.         | Idő      | Hely.    | Idő        | Helyezés   |
| -------------- | ---------------------- | ------------- | ------------- | -------- | -------- | ---------- | ---------- |
| Jung Dong-hyun | Óriás-műlesiklás       | nem ért célba | nem ért célba | kiesett  | kiesett  | kiesett    | kiesett    |
| Jung Dong-hyun | Műlesiklás             | 51,79         | 31.           | 53,28    | 28.      | 1:45,07    | 27.        |
| Kim Dong-woo   | Lesiklás               |               |               |          |          | 1:47,99    | 48.        |
| Kim Dong-woo   | Szuperóriás-műlesiklás |               |               |          |          | 1:31,64    | 44.        |
| Kim Dong-woo   | Óriás-műlesiklás       | 1:14,49       | 43.           | 1:15,56  | 41.      | 2:30,05    | 39.        |
| Kim Dong-woo   | Műlesiklás             | nem ért célba | nem ért célba | kiesett  | kiesett  | kiesett    | kiesett    |

| Versenyző    | Versenyszám | Lesiklás | Lesiklás | Műlesiklás | Műlesiklás | Összesítés | Összesítés |
| Versenyző    | Versenyszám | Idő      | Hely.    | Idő        | Hely.      | Idő        | Helyezés   |
| ------------ | ----------- | -------- | -------- | ---------- | ---------- | ---------- | ---------- |
| Kim Dong-woo | Összetett   | 1:24,02  | 56.      | 53,02      | 31.        | 2:17,04    | 33.        |

Női
| Versenyző      | Versenyszám      | 1. futam      | 1. futam      | 2. futam | 2. futam | Összesítés | Összesítés |
| Versenyző      | Versenyszám      | Idő           | Hely.         | Idő      | Hely.    | Idő        | Helyezés   |
| -------------- | ---------------- | ------------- | ------------- | -------- | -------- | ---------- | ---------- |
| Gim So-hui     | Óriás-műlesiklás | 1:19,13       | 48.           | 1:16,24  | 45.      | 2:35,37    | 45.        |
| Gim So-hui     | Műlesiklás       | nem ért célba | nem ért célba | kiesett  | kiesett  | kiesett    | kiesett    |
| Kang Young-seo | Óriás-műlesiklás | 1:19,67       | 50.           | 1:17,39  | 48.      | 2:37,06    | 47.        |
| Kang Young-seo | Műlesiklás       | nem ért célba | nem ért célba | kiesett  | kiesett  | kiesett    | kiesett    |

Vegyes
| Versenyző                                             | Versenyszám | Nyolcaddöntő           | Negyeddöntő       | Elődöntő          | Döntő             | Helyezés |
| Versenyző                                             | Versenyszám | Ellenfél Eredmény      | Ellenfél Eredmény | Ellenfél Eredmény | Ellenfél Eredmény | Helyezés |
| ----------------------------------------------------- | ----------- | ---------------------- | ----------------- | ----------------- | ----------------- | -------- |
| Jung Dong-hyun Kim Dong-woo Gim So-hui Kang Young-seo | Vegyes      | Ausztria (AUT) · V 0–4 | kiesett           | kiesett           | kiesett           | 9.       |

## Biatlon
Férfi
| Versenyző       | Versenyszám            | Időeredmény | Lövőhiba    | Helyezés |
| --------------- | ---------------------- | ----------- | ----------- | -------- |
| Timofey Lapshin | 10 km sprint           | 24:22,6     | 1 (0+1)     | 16.      |
| Timofey Lapshin | 12,5 km üldözőverseny  | 35:50,7     | 4 (1+0+2+1) | 22.      |
| Timofey Lapshin | 20 km egyéni indításos | 50:28,6     | 1 (0+1+0+0) | 20.      |
| Timofey Lapshin | 15 km tömegrajtos      | 38:07,4     | 1 (0+1+0+0) | 25.      |

Női
| Versenyző                                                | Versenyszám            | Időeredmény | Lövőhiba    | Helyezés |
| -------------------------------------------------------- | ---------------------- | ----------- | ----------- | -------- |
| Ekaterina Avvakumova                                     | 7,5 km sprint          | 26:24,9     | 6 (3+3)     | 87.      |
| Ekaterina Avvakumova                                     | 15 km egyéni indításos | 44:25,3     | 1 (0+0+1+0) | 16.      |
| Anna Frolina                                             | 7,5 km sprint          | 22:56,9     | 3 (2+1)     | 32.      |
| Anna Frolina                                             | 10 km üldözőverseny    | 36:14,2     | 8 (1+2+2+3) | 50.      |
| Anna Frolina                                             | 15 km egyéni indításos | 47:50,4     | 5 (1+0+1+3) | 61.      |
| Jung Ju-mi                                               | 15 km egyéni indításos | 53:32,8     | 6 (2+2+0+2) | 86.      |
| Ko Eun-jung                                              | 7,5 km sprint          | 25:12,1     | 2 (1+1)     | 78.      |
| Mun Ji-hee                                               | 7,5 km sprint          | 25:26,6     | 6 (2+4)     | 82.      |
| Mun Ji-hee                                               | 15 km egyéni indításos | 50:21,5     | 7 (0+3+2+2) | 78.      |
| Ekaterina Avvakumova Anna Frolina Ko Eun-jung Mun Ji-hee | 4 × 6 km váltó         | 1:20:20,6   | 22 (5+17)   | 18.      |

## Bob
Férfi
| Versenyző                                              | Versenyszám | 1. futam | 1. futam | 2. futam | 2. futam | 3. futam | 3. futam | 4. futam | 4. futam | Összesítés | Összesítés |
| Versenyző                                              | Versenyszám | Idő      | Hely.    | Idő      | Hely.    | Idő      | Hely.    | Idő      | Hely.    | Idő        | Helyezés   |
| ------------------------------------------------------ | ----------- | -------- | -------- | -------- | -------- | -------- | -------- | -------- | -------- | ---------- | ---------- |
| Won Yun-jong* Seo Young-woo                            | Kettes      | 49,50    | 11.      | 49,39    | 4.       | 49,15    | 5.       | 49,36    | 5.       | 3:17,40    | 6.         |
| Jun Jung-lin Kim Dong-hyun Seo Young-woo Won Yun-jong* | Négyes      | 48,65    | 2.       | 49,19    | 4.       | 48,89    | 3.       | 49,65    | 10.      | 3:16,38    |            |

Női
| Versenyző                  | Versenyszám | 1. futam | 1. futam | 2. futam | 2. futam | 3. futam | 3. futam | 4. futam | 4. futam | Összesítés | Összesítés |
| Versenyző                  | Versenyszám | Idő      | Hely.    | Idő      | Hely.    | Idő      | Hely.    | Idő      | Hely.    | Idő        | Helyezés   |
| -------------------------- | ----------- | -------- | -------- | -------- | -------- | -------- | -------- | -------- | -------- | ---------- | ---------- |
| Kim Min-seong Kim Yoo-ran* | Kettes      | 51,24    | =15.     | 51,20    | 12.      | 51,32    | 13.      | 51,55    | 17.      | 3:25,31    | 14.        |

* – a bob vezetője

## Curling

### Férfi
- Kim Chang-min
- Seong Se-hyeon
- Oh Eun-su
- Lee Ki-bok
- Kim Min-chan

Csoportkör
| Nemzet           | Skip             | Gy | V | P+ | P- | Gy end | V end | Üres endek | Saját rabolt endek | Lökés % |
| ---------------- | ---------------- | -- | - | -- | -- | ------ | ----- | ---------- | ------------------ | ------- |
| Svédország       | Niklas Edin      | 7  | 2 | 62 | 43 | 34     | 28    | 13         | 8                  | 87%     |
| Kanada           | Kevin Koe        | 6  | 3 | 56 | 46 | 36     | 34    | 14         | 8                  | 87%     |
| Egyesült Államok | John Shuster     | 5  | 4 | 67 | 63 | 37     | 39    | 4          | 6                  | 80%     |
| Nagy-Britannia   | Kyle Smith       | 5  | 4 | 55 | 60 | 40     | 37    | 8          | 7                  | 82%     |
| Svájc            | Peter de Cruz    | 5  | 4 | 60 | 55 | 39     | 37    | 10         | 6                  | 83%     |
| Norvégia         | Thomas Ulsrud    | 4  | 5 | 45 | 54 | 32     | 36    | 6          | 6                  | 82%     |
| Dél-Korea        | Kim Chang-min    | 4  | 5 | 54 | 59 | 40     | 41    | 7          | 8                  | 82%     |
| Japán            | Morozumi Juszuke | 4  | 5 | 48 | 56 | 33     | 35    | 13         | 5                  | 81%     |
| Olaszország      | Joel Retornaz    | 3  | 6 | 50 | 56 | 37     | 38    | 15         | 7                  | 81%     |
| Dánia            | Rasmus Stjerne   | 2  | 7 | 53 | 70 | 36     | 39    | 12         | 5                  | 83%     |

1. 1 2  Nagy-Britannia és Svájc rájátszáson mérkőzött az elődöntőbe jutásért

| Sheet C                    | 1 | 2 | 3 | 4 | 5 | 6 | 7 | 8 | 9 | 10 | VE |
| Dél-Korea (Kim)            | 0 | 2 | 0 | 1 | 0 | 3 | 0 | 1 | 0 | X  | 7  |
| Egyesült Államok (Shuster) | 2 | 0 | 3 | 0 | 3 | 0 | 2 | 0 | 1 | X  | 11 |

| Sheet B           | 1 | 2 | 3 | 4 | 5 | 6 | 7 | 8 | 9 | 10 | VE |
| Dél-Korea (Kim)   | 0 | 0 | 0 | 1 | 0 | 0 | 1 | 0 | 0 | X  | 2  |
| Svédország (Edin) | 0 | 2 | 0 | 0 | 2 | 1 | 0 | 1 | 1 | X  | 7  |

| Sheet C           | 1 | 2 | 3 | 4 | 5 | 6 | 7 | 8 | 9 | 10 | VE |
| Norvégia (Ulsrud) | 0 | 2 | 0 | 0 | 2 | 0 | 0 | 2 | 0 | 1  | 7  |
| Dél-Korea (Kim)   | 1 | 0 | 0 | 1 | 0 | 1 | 0 | 0 | 2 | 0  | 5  |

| Sheet D         | 1 | 2 | 3 | 4 | 5 | 6 | 7 | 8 | 9 | 10 | VE |
| Kanada (Koe)    | 0 | 0 | 3 | 0 | 1 | 0 | 2 | 1 | 0 | 0  | 7  |
| Dél-Korea (Kim) | 0 | 1 | 0 | 1 | 0 | 1 | 0 | 0 | 2 | 1  | 6  |

| Sheet A                | 1 | 2 | 3 | 4 | 5 | 6 | 7 | 8 | 9 | 10 | VE |
| Dél-Korea (Kim)        | 0 | 2 | 1 | 0 | 2 | 2 | 0 | 3 | 1 | X  | 11 |
| Nagy-Britannia (Smith) | 2 | 0 | 0 | 1 | 0 | 0 | 2 | 0 | 0 | X  | 5  |

| Sheet B         | 1 | 2 | 3 | 4 | 5 | 6 | 7 | 8 | 9 | 10 | 11 | VE |
| Dánia (Stjerne) | 0 | 0 | 2 | 1 | 2 | 0 | 0 | 3 | 0 | 0  | 1  | 9  |
| Dél-Korea (Kim) | 2 | 0 | 0 | 0 | 0 | 2 | 1 | 0 | 1 | 2  | 0  | 8  |

| Sheet A                | 1 | 2 | 3 | 4 | 5 | 6 | 7 | 8 | 9 | 10 | VE |
| Olaszország (Retornaz) | 0 | 1 | 0 | 2 | 0 | 1 | 0 | 1 | 1 | 0  | 6  |
| Dél-Korea (Kim)        | 3 | 0 | 1 | 0 | 1 | 0 | 2 | 0 | 0 | 1  | 8  |

| Sheet C         | 1 | 2 | 3 | 4 | 5 | 6 | 7 | 8 | 9 | 10 | VE |
| Dél-Korea (Kim) | 0 | 0 | 4 | 0 | 0 | 1 | 0 | 2 | 0 | 1  | 8  |
| Svájc (de Cruz) | 1 | 0 | 0 | 1 | 3 | 0 | 1 | 0 | 1 | 0  | 7  |

| Sheet D          | 1 | 2 | 3 | 4 | 5 | 6 | 7 | 8 | 9 | 10 | VE |
| Dél-Korea (Kim)  | 1 | 0 | 2 | 0 | 0 | 4 | 0 | 3 | X | X  | 10 |
| Japán (Morozumi) | 0 | 1 | 0 | 2 | 0 | 0 | 1 | 0 | X | X  | 4  |

| Csapat    | Helyezés |
| --------- | -------- |
| Dél-Korea | 7.       |

### Női
- Kim Eun-jung
- Kim Kyeong-ae
- Kim Seon-yeong
- Kim Yeong-mi
- Kim Cho-hi

Csoportkör
| Nemzet                     | Skip                 | Gy | V | P+ | P- | Gy end | V end | Üres endek | Saját rabolt endek | Lökés % |
| -------------------------- | -------------------- | -- | - | -- | -- | ------ | ----- | ---------- | ------------------ | ------- |
| Dél-Korea                  | Kim Eun-jung         | 8  | 1 | 75 | 44 | 41     | 34    | 5          | 15                 | 79%     |
| Svédország                 | Anna Hasselborg      | 7  | 2 | 64 | 48 | 42     | 34    | 14         | 13                 | 83%     |
| Nagy-Britannia             | Eve Muirhead         | 6  | 3 | 61 | 56 | 39     | 38    | 12         | 6                  | 79%     |
| Japán                      | Fudzsiszava Szacuki  | 5  | 4 | 59 | 55 | 38     | 36    | 10         | 13                 | 75%     |
| Kína                       | Wang Bingyu          | 4  | 5 | 57 | 65 | 35     | 38    | 12         | 5                  | 78%     |
| Kanada                     | Rachel Homan         | 4  | 5 | 68 | 59 | 40     | 36    | 10         | 12                 | 81%     |
| Svájc                      | Silvana Tirinzoni    | 4  | 5 | 60 | 55 | 34     | 37    | 12         | 7                  | 78%     |
| Egyesült Államok           | Nina Roth            | 4  | 5 | 56 | 65 | 38     | 39    | 7          | 6                  | 78%     |
| Olimpikonok Oroszországból | Viktorija Moiszejeva | 2  | 7 | 45 | 76 | 34     | 40    | 8          | 6                  | 76%     |
| Dánia                      | Madeleine Dupont     | 1  | 8 | 50 | 72 | 32     | 41    | 10         | 6                  | 73%     |

| Sheet A         | 1 | 2 | 3 | 4 | 5 | 6 | 7 | 8 | 9 | 10 | VE |
| Kanada (Homan)  | 0 | 1 | 0 | 0 | 0 | 2 | 1 | 0 | 0 | 2  | 6  |
| Dél-Korea (Kim) | 1 | 0 | 0 | 1 | 2 | 0 | 0 | 1 | 3 | 0  | 8  |

| Sheet D             | 1 | 2 | 3 | 4 | 5 | 6 | 7 | 8 | 9 | 10 | VE |
| Dél-Korea (Kim)     | 0 | 2 | 0 | 1 | 0 | 1 | 1 | 0 | 0 | 0  | 5  |
| Japán (Fudzsiszava) | 1 | 0 | 1 | 0 | 1 | 0 | 0 | 1 | 2 | 1  | 7  |

| Sheet B           | 1 | 2 | 3 | 4 | 5 | 6 | 7 | 8 | 9 | 10 | VE |
| Dél-Korea (Kim)   | 1 | 0 | 1 | 1 | 1 | 0 | 1 | 0 | 2 | 0  | 7  |
| Svájc (Tirinzoni) | 0 | 2 | 0 | 0 | 0 | 1 | 0 | 1 | 0 | 1  | 5  |

| Sheet C                   | 1 | 2 | 3 | 4 | 5 | 6 | 7 | 8 | 9 | 10 | VE |
| Dél-Korea (Kim)           | 0 | 0 | 0 | 1 | 1 | 0 | 0 | 2 | 2 | 1  | 7  |
| Nagy-Britannia (Muirhead) | 0 | 0 | 1 | 0 | 0 | 1 | 2 | 0 | 0 | 0  | 4  |

| Sheet D         | 1 | 2 | 3 | 4 | 5 | 6 | 7 | 8 | 9 | 10 | VE |
| Kína (Wang)     | 0 | 1 | 0 | 1 | 0 | 2 | 1 | 0 | X | X  | 5  |
| Dél-Korea (Kim) | 3 | 0 | 3 | 0 | 4 | 0 | 0 | 2 | X | X  | 12 |

| Sheet C                 | 1 | 2 | 3 | 4 | 5 | 6 | 7 | 8 | 9 | 10 | VE |
| Svédország (Hasselborg) | 1 | 0 | 0 | 0 | 1 | 0 | 1 | 0 | 2 | 1  | 6  |
| Dél-Korea (Kim)         | 0 | 1 | 0 | 2 | 0 | 2 | 0 | 2 | 0 | 0  | 7  |

| Sheet B                 | 1 | 2 | 3 | 4 | 5 | 6 | 7 | 8 | 9 | 10 | VE |
| Egyesült Államok (Roth) | 2 | 0 | 1 | 0 | 0 | 1 | 0 | 2 | 0 | X  | 6  |
| Dél-Korea (Kim)         | 0 | 1 | 0 | 1 | 4 | 0 | 1 | 0 | 2 | X  | 9  |

| Sheet A                                 | 1 | 2 | 3 | 4 | 5 | 6 | 7 | 8 | 9 | 10 | VE |
| Dél-Korea (Kim)                         | 3 | 3 | 3 | 0 | 2 | 0 | X | X | X | X  | 11 |
| Olimpikonok Oroszországból (Moiszejeva) | 0 | 0 | 0 | 1 | 0 | 1 | X | X | X | X  | 2  |

| Sheet D         | 1 | 2 | 3 | 4 | 5 | 6 | 7 | 8 | 9 | 10 | VE |
| Dél-Korea (Kim) | 0 | 1 | 0 | 3 | 2 | 0 | 3 | X | X | X  | 9  |
| Dánia (Dupont)  | 0 | 0 | 2 | 0 | 0 | 1 | 0 | X | X | X  | 3  |

Elődöntő
| Sheet A             | 1 | 2 | 3 | 4 | 5 | 6 | 7 | 8 | 9 | 10 | 11 | VE |
| Dél-Korea (Kim)     | 3 | 0 | 1 | 0 | 2 | 0 | 0 | 1 | 0 | 0  | 1  | 8  |
| Japán (Fudzsiszava) | 0 | 2 | 0 | 1 | 0 | 1 | 0 | 0 | 2 | 1  | 0  | 7  |

Döntő
| Sheet B                 | 1 | 2 | 3 | 4 | 5 | 6 | 7 | 8 | 9 | 10 | VE |
| Dél-Korea (Kim)         | 1 | 0 | 0 | 0 | 0 | 1 | 0 | 1 | 0 | X  | 3  |
| Svédország (Hasselborg) | 0 | 0 | 2 | 1 | 1 | 0 | 3 | 0 | 1 | X  | 8  |

| Csapat    | Helyezés |
| --------- | -------- |
| Dél-Korea |          |

### Vegyes páros
- Jang Hye-ji
- Lee Ki-jeong

Csoportkör
| Nemzet                     | Név                                                | Gy | V | P+ | P- | Gy end | V end | Üres endek | Saját rabolt endek | Lökés % |
| -------------------------- | -------------------------------------------------- | -- | - | -- | -- | ------ | ----- | ---------- | ------------------ | ------- |
| Kanada                     | Kaitlyn Lawes / John Morris                        | 6  | 1 | 52 | 26 | 29     | 20    | 0          | 9                  | 80%     |
| Svájc                      | Jenny Perret / Martin Rios                         | 5  | 2 | 45 | 33 | 29     | 26    | 0          | 10                 | 72%     |
| Olimpikonok Oroszországból | Anasztaszija Brizgalova / Alekszandr Kruselnyickij | 4  | 3 | 36 | 44 | 26     | 27    | 1          | 7                  | 67%     |
| Norvégia                   | Kristin Skaslien / Magnus Nedregotten              | 4  | 3 | 39 | 43 | 26     | 25    | 1          | 8                  | 74%     |
| Kína                       | Wang Rui / Ba Dexin                                | 4  | 3 | 47 | 42 | 27     | 27    | 1          | 6                  | 72%     |
| Dél-Korea                  | Jang Hye-ji / Lee Ki-jeong                         | 2  | 5 | 42 | 47 | 26     | 26    | 1          | 7                  | 70%     |
| Egyesült Államok           | Rebecca Hamilton / Matt Hamilton                   | 2  | 5 | 37 | 43 | 26     | 25    | 0          | 9                  | 74%     |
| Finnország                 | Oona Kauste / Tomi Rantamäki                       | 1  | 6 | 35 | 53 | 23     | 29    | 0          | 6                  | 66%     |

1. 1 2  Norvégia és Kína rájátszáson mérkőzött az elődöntőbe jutásért

| Sheet C            | Sheet C                         | 1 | 2 | 3 | 4 | 5 | 6 | 7 | 8 | VE |
|                    | Dél-Korea (Jang / Lee)          | 3 | 1 | 1 | 0 | 0 | 0 | 4 | X | 9  |
| 1. end utolsó köve | Finnország (Kauste / Rantamäki) | 0 | 0 | 0 | 1 | 2 | 1 | 0 | X | 4  |

| Sheet B            | Sheet B                | 1 | 2 | 3 | 4 | 5 | 6 | 7 | 8 | 9 | VE |
|                    | Dél-Korea (Jang / Lee) | 0 | 1 | 0 | 0 | 4 | 0 | 2 | 0 | 0 | 7  |
| 1. end utolsó köve | Kína (Wang / Ba)       | 2 | 0 | 3 | 1 | 0 | 1 | 0 | 0 | 1 | 8  |

| Sheet A            | Sheet A                           | 1 | 2 | 3 | 4 | 5 | 6 | 7 | 8 | VE |
|                    | Dél-Korea (Jang / Lee)            | 0 | 0 | 0 | 1 | 0 | 2 | 0 | X | 3  |
| 1. end utolsó köve | Norvégia (Skaslien / Nedregotten) | 1 | 3 | 1 | 0 | 1 | 0 | 2 | X | 8  |

| Sheet C            | Sheet C                                      | 1 | 2 | 3 | 4 | 5 | 6 | 7 | 8 | VE |
|                    | Egyesült Államok (R. Hamilton / M. Hamilton) | 0 | 1 | 0 | 0 | 0 | 0 | X | X | 1  |
| 1. end utolsó köve | Dél-Korea (Jang / Lee)                       | 2 | 0 | 2 | 3 | 1 | 1 | X | X | 9  |

| Sheet D            | Sheet D                                                 | 1 | 2 | 3 | 4 | 5 | 6 | 7 | 8 | 9 | VE |
|                    | Dél-Korea (Jang / Lee)                                  | 1 | 0 | 1 | 0 | 0 | 1 | 0 | 2 | 0 | 5  |
| 1. end utolsó köve | Olimpikonok Oroszországból (Brizgalova / Kruselnyickij) | 0 | 1 | 0 | 2 | 1 | 0 | 1 | 0 | 1 | 6  |

| Sheet B            | Sheet B                | 1 | 2 | 3 | 4 | 5 | 6 | 7 | 8 | VE |
| 1. end utolsó köve | Svájc (Perret / Rios)  | 2 | 1 | 0 | 1 | 1 | 0 | 1 | 0 | 6  |
|                    | Dél-Korea (Jang / Lee) | 0 | 0 | 1 | 0 | 0 | 1 | 0 | 2 | 4  |

| Sheet D            | Sheet D                 | 1 | 2 | 3 | 4 | 5 | 6 | 7 | 8 | VE |
|                    | Kanada (Lawes / Morris) | 1 | 1 | 0 | 2 | 1 | 0 | 2 | X | 7  |
| 1. end utolsó köve | Dél-Korea (Jang / Lee)  | 0 | 0 | 2 | 0 | 0 | 1 | 0 | X | 3  |

| Csapat    | Helyezés |
| --------- | -------- |
| Dél-Korea | 5.       |

## Északi összetett
| Versenyző  | Versenyszám        | Síugrás | Síugrás | Síugrás | Síugrás    | Sífutás | Összesítés | Összesítés |
| Versenyző  | Versenyszám        | Táv     | Pont    | Hely.   | Időhátrány | Idő     | Idő        | Helyezés   |
| ---------- | ------------------ | ------- | ------- | ------- | ---------- | ------- | ---------- | ---------- |
| Park Je-un | Normálsánc + 10 km | 86,0    | 73,3    | 42.     | +3:49      | 27:07,5 | 30:56,5    | 46.        |
| Park Je-un | Nagysánc + 10 km   | 104,5   | 60,4    | 48.     | +5:14      | 26:14,8 | 31:28,8    | 47.        |

## Gyorskorcsolya
Férfi
| Versenyző       | Versenyszám | Eredmény | Helyezés |
| --------------- | ----------- | -------- | -------- |
| Cha Min-kyu     | 500 m       | 34,42    |          |
| Cha Min-kyu     | 1000 m      | 1:09,27  | 12.      |
| Chung Jae-woong | 1000 m      | 1:09,43  | 13.      |
| Joo Hyong-jun   | 1500 m      | 1:46,65  | 17.      |
| Kim Dzsunho     | 500 m       | 35,01    | 12.      |
| Kim Min-seok    | 1500 m      | 1:44,93  |          |
| Kim Tae-yun     | 1000 m      | 1:08,22  |          |
| Lee Seung-hoon  | 5000 m      | 6:14,15  | 5.       |
| Lee Seung-hoon  | 10 000 m    | 12:55,54 | 4.       |
| Mo Thebom       | 500 m       | 35,154   | 16.      |

Női
| Versenyző      | Versenyszám | Eredmény | Helyezés |
| -------------- | ----------- | -------- | -------- |
| Kim Bo-reum    | 3000 m      | 4:12,79  | 18.      |
| Kim Hyun-yung  | 500 m       | 38,251   | 12.      |
| Kim Hyun-yung  | 1000 m      | 1:16,366 | 18.      |
| Kim Min-sun    | 500 m       | 38,534   | =16.     |
| I Szanghva     | 500 m       | 37,33    |          |
| Noh Seon-yeong | 1500 m      | 1:58,75  | 14.      |
| Park Seung-hi  | 1000 m      | 1:16,11  | 16.      |

Tömegrajtos
| Versenyző      | Versenyszám | Elődöntő | Elődöntő | Elődöntő | Döntő   | Döntő   | Döntő    |
| Versenyző      | Versenyszám | Pont     | Idő      | Hely.    | Pont    | Idő     | Helyezés |
| -------------- | ----------- | -------- | -------- | -------- | ------- | ------- | -------- |
| Chung Jae-won  | Férfi       | 5        | 8:17,02  | 6.       | 1       | 8:32,71 | 8.       |
| Lee Seung-hoon | Férfi       | 5        | 8:45,37  | 6.       | 60      | 7:43,97 |          |
| Kim Bo-reum    | Női         | 4        | 9:22,21  | 6.       | 40      | 8:32,99 |          |
| Park Ji-woo    | Női         | 1        | 8:33,43  | 9.       | kiesett | kiesett | kiesett  |

Csapatverseny
| Versenyző                                                 | Versenyszám | Negyeddöntő                    | Negyeddöntő | Elődöntő                     | Elődöntő | Döntő                                     | Döntő    | Döntő |
| Versenyző                                                 | Versenyszám | Ellenfél Idő                   | Hely.       | Ellenfél Idő                 | Hely.    | Ellenfél Idő                              | Helyezés |       |
| --------------------------------------------------------- | ----------- | ------------------------------ | ----------- | ---------------------------- | -------- | ----------------------------------------- | -------- | ----- |
| Chung Jae-won Kim Min-seok Lee Seung-hoon Joo Hyong-jun** | Férfi       | Olaszország (ITA) · Gy 3:39,29 | 1.          | Új-Zéland (NZL) · Gy 3:38,82 | 1.       | Norvégia (NOR) · V 3:38,52                |          |       |
| Kim Bo-reum Noh Seon-yeong Park Ji-woo Park Seung-hi**    | Női         | Hollandia (NED) · V 3:03,76    | 7.          |                              |          | D döntő · Lengyelország (POL) · V 3:07,30 | 8.       |       |

**tartalék

## Jégkorong

### Férfi
- Szövetségi kapitány:  Jim Paek
- Segédedzők:  Kim Woo-jae,  Son Ho-seung,  Richard Park

| Dél-koreai nemzeti férfi jégkorongcsapat-játékoskeret | Dél-koreai nemzeti férfi jégkorongcsapat-játékoskeret | Dél-koreai nemzeti férfi jégkorongcsapat-játékoskeret | Dél-koreai nemzeti férfi jégkorongcsapat-játékoskeret | Dél-koreai nemzeti férfi jégkorongcsapat-játékoskeret | Dél-koreai nemzeti férfi jégkorongcsapat-játékoskeret | Dél-koreai nemzeti férfi jégkorongcsapat-játékoskeret | Dél-koreai nemzeti férfi jégkorongcsapat-játékoskeret |
| #                                                     | Poszt                                                 | Név                                                   | Magasság                                              | Súly                                                  | Születési idő                                         | Születési hely                                        | Klub 2017–18-ban                                      |
| ----------------------------------------------------- | ----------------------------------------------------- | ----------------------------------------------------- | ----------------------------------------------------- | ----------------------------------------------------- | ----------------------------------------------------- | ----------------------------------------------------- | ----------------------------------------------------- |
| 1                                                     | G                                                     | Matt Dalton                                           | 1,87 m (6 ft 2 in)                                    | 89 kg (196 lb)                                        | 1986. július 4.                                       | Clinton, Kanada                                       | Anyang Halla (ALIH)                                   |
| 2                                                     | D                                                     | Cho Hyung-gon                                         | 1,81 m (5 ft 11 in)                                   | 95 kg (209 lb)                                        | 1990. június 23.                                      | Uijeongbu                                             | Sangmu                                                |
| 3                                                     | D                                                     | Seo Yeong-jun                                         | 1,83 m (6 ft 0 in)                                    | 80 kg (180 lb)                                        | 1995. március 8.                                      | Szöul                                                 | Daemyung Killer Whales (ALIH)                         |
| 5                                                     | D                                                     | Bryan Young                                           | 1,86 m (6 ft 1 in)                                    | 88 kg (194 lb)                                        | 1986. augusztus 6.                                    | Ennismore, Kanada                                     | Daemyung Killer Whales (ALIH)                         |
| 6                                                     | D                                                     | Kim Won-jun                                           | 1,78 m (5 ft 10 in)                                   | 81 kg (179 lb)                                        | 1991. május 4.                                        | Szöul                                                 | Anyang Halla (ALIH)                                   |
| 7                                                     | D                                                     | Oh Hyon-ho                                            | 1,75 m (5 ft 9 in)                                    | 77 kg (170 lb)                                        | 1986. október 29.                                     | Szöul                                                 | Daemyung Killer Whales (ALIH)                         |
| 8                                                     | F                                                     | Kim Won-jung – A                                      | 1,82 m (6 ft 0 in)                                    | 82 kg (181 lb)                                        | 1984. december 18.                                    | Szöul                                                 | Anyang Halla (ALIH)                                   |
| 9                                                     | F                                                     | Jeon Jung-woo                                         | 1,75 m (5 ft 9 in)                                    | 75 kg (165 lb)                                        | 1994. május 27.                                       | Dél-Korea                                             | Sangmu                                                |
| 10                                                    | F                                                     | Michael Swift                                         | 1,78 m (5 ft 10 in)                                   | 80 kg (180 lb)                                        | 1987. március 26.                                     | Peterborough, Kanada                                  | High1 (ALIH)                                          |
| 11                                                    | F                                                     | Kim Ki-sung                                           | 1,78 m (5 ft 10 in)                                   | 83 kg (183 lb)                                        | 1985. május 14.                                       | Szöul                                                 | Anyang Halla (ALIH)                                   |
| 13                                                    | F                                                     | Lee Young-jun                                         | 1,84 m (6 ft 0 in)                                    | 75 kg (165 lb)                                        | 1991. január 3.                                       | Dél-Korea                                             | Daemyung Killer Whales (ALIH)                         |
| 19                                                    | F                                                     | Kim Sang-wook                                         | 1,80 m (5 ft 11 in)                                   | 85 kg (187 lb)                                        | 1988. április 21.                                     | Szöul                                                 | Anyang Halla (ALIH)                                   |
| 22                                                    | F                                                     | Mike Testwuide – A                                    | 1,96 m (6 ft 5 in)                                    | 95 kg (209 lb)                                        | 1987. február 5.                                      | Vail, Egyesült Államok                                | High1 (ALIH)                                          |
| 23                                                    | D                                                     | Eric Regan                                            | 1,88 m (6 ft 2 in)                                    | 95 kg (209 lb)                                        | 1988. május 20.                                       | Whitby, Kanada                                        | Anyang Halla (ALIH)                                   |
| 25                                                    | F                                                     | Brock Radunske                                        | 1,96 m (6 ft 5 in)                                    | 95 kg (209 lb)                                        | 1983. április 5.                                      | Kitchener, Kanada                                     | Anyang Halla (ALIH)                                   |
| 27                                                    | F                                                     | Ahn Jin-hui                                           | 1,81 m (5 ft 11 in)                                   | 84 kg (185 lb)                                        | 1991. március 6.                                      | Szöul                                                 | Sangmu                                                |
| 36                                                    | F                                                     | Park Woo-sang – C                                     | 1,92 m (6 ft 4 in)                                    | 88 kg (194 lb)                                        | 1985. május 30.                                       | Szöul                                                 | Anyang Halla (ALIH)                                   |
| 41                                                    | G                                                     | Park Kye-hoon                                         | 1,84 m (6 ft 0 in)                                    | 83 kg (183 lb)                                        | 1992. február 9.                                      | Gyeongsang                                            | Sangmu                                                |
| 44                                                    | D                                                     | Alex Plante – A                                       | 1,98 m (6 ft 6 in)                                    | 104 kg (229 lb)                                       | 1989. május 9.                                        | Brandon, Kanada                                       | Anyang Halla (ALIH)                                   |
| 47                                                    | F                                                     | Shin Sang-hoon                                        | 1,71 m (5 ft 7 in)                                    | 76 kg (168 lb)                                        | 1993. augusztus 1.                                    | Szöul                                                 | Sangmu                                                |
| 50                                                    | G                                                     | Park Sung-je                                          | 1,73 m (5 ft 8 in)                                    | 82 kg (181 lb)                                        | 1988. augusztus 3.                                    | Szöul                                                 | High1 (ALIH)                                          |
| 61                                                    | D                                                     | Lee Don-ku                                            | 1,80 m (5 ft 11 in)                                   | 88 kg (194 lb)                                        | 1988. február 7.                                      | Szöul                                                 | Anyang Halla (ALIH)                                   |
| 63                                                    | F                                                     | Park Jin-kyu                                          | 1,75 m (5 ft 9 in)                                    | 83 kg (183 lb)                                        | 1991. december 18.                                    | Dél-Korea                                             | Sangmu                                                |
| 87                                                    | F                                                     | Cho Min-ho – A                                        | 1,75 m (5 ft 9 in)                                    | 83 kg (183 lb)                                        | 1987. január 4.                                       | Szöul                                                 | Anyang Halla (ALIH)                                   |
| 96                                                    | F                                                     | Shin Sang-woo                                         | 1,75 m (5 ft 9 in)                                    | 83 kg (183 lb)                                        | 1987. december 12.                                    | Szöul                                                 | Anyang Halla (ALIH)                                   |

Csoportkör
A csoport
| Hely. | Csapat     | M | Gy | HGy | HV | V | G+ | G– | Gk  | P | Továbbjutás                       |
| ----- | ---------- | - | -- | --- | -- | - | -- | -- | --- | - | --------------------------------- |
| 1.    | Csehország | 3 | 2  | 1   | 0  | 0 | 9  | 4  | +5  | 8 | Továbbjutott a negyeddöntőbe      |
| 2.    | Kanada     | 3 | 2  | 0   | 1  | 0 | 11 | 4  | +7  | 7 | Továbbjutott a negyeddöntőbe      |
| 3.    | Svájc      | 3 | 1  | 0   | 0  | 2 | 10 | 9  | +1  | 3 | A negyeddöntőbe jutásért játszott |
| 4.    | Dél-Korea  | 3 | 0  | 0   | 0  | 3 | 1  | 14 | −13 | 0 | A negyeddöntőbe jutásért játszott |

| 2018. február 15. 21:10 (13:10) | Csehország (CZE) | 2–1 (2–1, 0–0, 0–0) | Dél-Korea (KOR) | Gangneung Hockey Center, Phjongcshang Nézőszám: 6025 |

| Jegyzőkönyv | Jegyzőkönyv    | Jegyzőkönyv                   | Jegyzőkönyv | Jegyzőkönyv                                                                         |
| --- | -------------- | ----------------------------- | ----------- | ----------------------------------------------------------------------------------- |
| | Pavel Francouz | Kapusok                       | Matt Dalton | Játékvezetők: Mark Lemelin Linus Öhlund Vonalbírók: Henrik Pihlblad Sakari Suominen |
| \| \| 0–1 \| 07:34 – Cho (Radunske, Swift) \| \| Kovář (Řepík, Sekáč) (PP) – 11:59 \| 1–1 \| \| \| Řepík (Birner, Francouz) (SH) – 16:18 \| 2–1 \| \| |                |                               |             | Játékvezetők: Mark Lemelin Linus Öhlund Vonalbírók: Henrik Pihlblad Sakari Suominen |
| 8 perc | Büntetések     | 6 perc                        |             | Játékvezetők: Mark Lemelin Linus Öhlund Vonalbírók: Henrik Pihlblad Sakari Suominen |
| 40 | Lövések        | 18                            |             | Játékvezetők: Mark Lemelin Linus Öhlund Vonalbírók: Henrik Pihlblad Sakari Suominen |
| | 0–1            | 07:34 – Cho (Radunske, Swift) |             | Játékvezetők: Mark Lemelin Linus Öhlund Vonalbírók: Henrik Pihlblad Sakari Suominen |
| Kovář (Řepík, Sekáč) (PP) – 11:59 | 1–1            |                               |             | Játékvezetők: Mark Lemelin Linus Öhlund Vonalbírók: Henrik Pihlblad Sakari Suominen |
| Řepík (Birner, Francouz) (SH) – 16:18 | 2–1            |                               |             | Játékvezetők: Mark Lemelin Linus Öhlund Vonalbírók: Henrik Pihlblad Sakari Suominen |

| 2018. február 17. 16:40 (8:40) | Dél-Korea (KOR) | 0–8 (0–1, 0–2, 0–5) | Svájc (SUI) | Gangneung Hockey Center, Phjongcshang Nézőszám: 6568 |

| Jegyzőkönyv | Jegyzőkönyv              | Jegyzőkönyv                             | Jegyzőkönyv  | Jegyzőkönyv                                                                          |
| --- | ------------------------ | --------------------------------------- | ------------ | ------------------------------------------------------------------------------------ |
| | Matt Dalton Park Sung-je | Kapusok                                 | Jonas Hiller | Játékvezetők: Jan Hribik Aleksi Rantala Vonalbírók: Miroslav Lhotský Fraser McIntyre |
| \| \| 0–1 \| 10:23 – Hollenstein (Haas, Loeffel) \| \| \| 0–2 \| 27:36 – Du Bois \| \| \| 0–3 \| 35:55 – Suter (Herzog) \| \| \| 0–4 \| 43:50 – Rüfenacht (Untersander, Almond) \| \| \| 0–5 \| 45:17 – Suter (Ambühl, Moser) \| \| \| 0–6 \| 46:45 – Schäppi (Almond, Geering) \| \| \| 0–7 \| 51:24 – Suter (Geering, Ambühl) \| \| \| 0–8 \| 55:10 – Corvi (Hofmann, Du Bois) \| |                          |                                         |              | Játékvezetők: Jan Hribik Aleksi Rantala Vonalbírók: Miroslav Lhotský Fraser McIntyre |
| 8 perc | Büntetések               | 10 perc                                 |              | Játékvezetők: Jan Hribik Aleksi Rantala Vonalbírók: Miroslav Lhotský Fraser McIntyre |
| 25 | Lövések                  | 34                                      |              | Játékvezetők: Jan Hribik Aleksi Rantala Vonalbírók: Miroslav Lhotský Fraser McIntyre |
| | 0–1                      | 10:23 – Hollenstein (Haas, Loeffel)     |              | Játékvezetők: Jan Hribik Aleksi Rantala Vonalbírók: Miroslav Lhotský Fraser McIntyre |
| | 0–2                      | 27:36 – Du Bois                         |              | Játékvezetők: Jan Hribik Aleksi Rantala Vonalbírók: Miroslav Lhotský Fraser McIntyre |
| | 0–3                      | 35:55 – Suter (Herzog)                  |              | Játékvezetők: Jan Hribik Aleksi Rantala Vonalbírók: Miroslav Lhotský Fraser McIntyre |
| | 0–4                      | 43:50 – Rüfenacht (Untersander, Almond) |              |                                                                                      |
| | 0–5                      | 45:17 – Suter (Ambühl, Moser)           |              |                                                                                      |
| | 0–6                      | 46:45 – Schäppi (Almond, Geering)       |              |                                                                                      |
| | 0–7                      | 51:24 – Suter (Geering, Ambühl)         |              |                                                                                      |
| | 0–8                      | 55:10 – Corvi (Hofmann, Du Bois)        |              |                                                                                      |

| 2018. február 18. 21:10 (13:10) | Kanada (CAN) | 4–0 (1–0, 1–0, 2–0) | Dél-Korea (KOR) | Gangneung Hockey Center, Phjongcshang Nézőszám: 6038 |

| Jegyzőkönyv | Jegyzőkönyv  | Jegyzőkönyv | Jegyzőkönyv | Jegyzőkönyv                                                                     |
| --- | ------------ | ----------- | ----------- | ------------------------------------------------------------------------------- |
| | Kevin Poulin | Kapusok     | Matt Dalton | Játékvezetők: Jozef Kubuš Daniel Stricker Vonalbírók: Nicolas Fluri Vít Lederer |
| \| Thomas (Genoway, Wolski) – 07:36 \| 1–0 \| \| \| O'Dell (Gragnani, Klinkhammer) – 34:22 \| 2–0 \| \| \| Lapierre (Roy) – 45:43 \| 3–0 \| \| \| Brulé (Lee, Roy) (PP) – 58:02 \| 4–0 \| \| |              |             |             | Játékvezetők: Jozef Kubuš Daniel Stricker Vonalbírók: Nicolas Fluri Vít Lederer |
| 8 perc | Büntetések   | 8 perc      |             | Játékvezetők: Jozef Kubuš Daniel Stricker Vonalbírók: Nicolas Fluri Vít Lederer |
| 49 | Lövések      | 19          |             | Játékvezetők: Jozef Kubuš Daniel Stricker Vonalbírók: Nicolas Fluri Vít Lederer |
| Thomas (Genoway, Wolski) – 07:36 | 1–0          |             |             | Játékvezetők: Jozef Kubuš Daniel Stricker Vonalbírók: Nicolas Fluri Vít Lederer |
| O'Dell (Gragnani, Klinkhammer) – 34:22 | 2–0          |             |             | Játékvezetők: Jozef Kubuš Daniel Stricker Vonalbírók: Nicolas Fluri Vít Lederer |
| Lapierre (Roy) – 45:43 | 3–0          |             |             | Játékvezetők: Jozef Kubuš Daniel Stricker Vonalbírók: Nicolas Fluri Vít Lederer |
| Brulé (Lee, Roy) (PP) – 58:02 | 4–0          |             |             |                                                                                 |

Rájátszás a negyeddöntőért
| 2018. február 20. 21:10 (13:10) | Finnország (FIN) | 5–2 (1–0, 2–2, 2–0) | Dél-Korea (KOR) | Gangneung Hockey Center, Phjongcshang Nézőszám: 5409 |

| Jegyzőkönyv | Jegyzőkönyv    | Jegyzőkönyv                      | Jegyzőkönyv | Jegyzőkönyv                                                                     |
| --- | -------------- | -------------------------------- | ----------- | ------------------------------------------------------------------------------- |
| | Mikko Koskinen | Kapusok                          | Matt Dalton | Játékvezetők: Roman Gofman Timothy Mayer Vonalbírók: Nicolas Fluri Gleb Lazarev |
| \| Kontiola (Tolvanen, Kemppainen) (PP) – 04:42 \| 1–0 \| \| \| Kontiola (Lepistö, Tolvanen) (PP) – 23:44 \| 2–0 \| \| \| Heiskanen (Tolvanen) – 26:23 \| 3–0 \| \| \| \| 3–1 \| 30:06 – Radunske (Regan, Kim S.) \| \| \| 3–2 \| 32:09 – Ahn (Shin S-h) \| \| Hietanen (Osala, Savinainen) (PP) – 47:20 \| 4–2 \| \| \| Manninen (Hietanen, Koskiranta) (ENG) – 59:53 \| 5–2 \| \| |                |                                  |             | Játékvezetők: Roman Gofman Timothy Mayer Vonalbírók: Nicolas Fluri Gleb Lazarev |
| 2 perc | Büntetések     | 8 perc                           |             | Játékvezetők: Roman Gofman Timothy Mayer Vonalbírók: Nicolas Fluri Gleb Lazarev |
| 36 | Lövések        | 19                               |             | Játékvezetők: Roman Gofman Timothy Mayer Vonalbírók: Nicolas Fluri Gleb Lazarev |
| Kontiola (Tolvanen, Kemppainen) (PP) – 04:42 | 1–0            |                                  |             | Játékvezetők: Roman Gofman Timothy Mayer Vonalbírók: Nicolas Fluri Gleb Lazarev |
| Kontiola (Lepistö, Tolvanen) (PP) – 23:44 | 2–0            |                                  |             | Játékvezetők: Roman Gofman Timothy Mayer Vonalbírók: Nicolas Fluri Gleb Lazarev |
| Heiskanen (Tolvanen) – 26:23 | 3–0            |                                  |             | Játékvezetők: Roman Gofman Timothy Mayer Vonalbírók: Nicolas Fluri Gleb Lazarev |
| | 3–1            | 30:06 – Radunske (Regan, Kim S.) |             |                                                                                 |
| | 3–2            | 32:09 – Ahn (Shin S-h)           |             |                                                                                 |
| Hietanen (Osala, Savinainen) (PP) – 47:20 | 4–2            |                                  |             |                                                                                 |
| Manninen (Hietanen, Koskiranta) (ENG) – 59:53 | 5–2            |                                  |             |                                                                                 |

| Csapat    | Helyezés |
| --------- | -------- |
| Dél-Korea | 12.      |

### Női
A női válogatott rendezőként automatikusan részvételi jogot kapott. 2018 januárjában jelentették be, hogy Észak-Koreával együtt egy egyesített Korea csapatot indítanak a női jégkorongban. Minden mérkőzésen legalább három északi-koreai játékos vehetett részt.

## Műkorcsolya
| Versenyző                      | Versenyszám  | Rövid program | Rövid program | Kűr     | Kűr     | Összesítés | Összesítés |
| Versenyző                      | Versenyszám  | Pont          | Hely.         | Pont    | Hely.   | Pont       | Helyezés   |
| ------------------------------ | ------------ | ------------- | ------------- | ------- | ------- | ---------- | ---------- |
| Cha Jun-hwan                   | Férfi egyéni | 83,43         | 16.           | 165,16  | 14.     | 248,59     | 15.        |
| Choi Da-bin                    | Női egyéni   | 67,77         | 8.            | 131,49  | 8.      | 199,26     | 7.         |
| Kim Ha-nul                     | Női egyéni   | 54,33         | 21.           | 121,38  | 10.     | 175,71     | 13.        |
| Kim Kyu-eun Alex Kang-chan Kam | Páros        | 42,93         | 22.           | kiesett | kiesett | kiesett    | kiesett    |
| Yura Min Alexander Gamelin     | Jégtánc      | 61,22         | 16.           | 86,52   | 19.     | 147,74     | 18.        |

Csapat
| Versenyző                                                                                    | Versenyszám   | Rövid program    | Rövid program    | Rövid program    | Rövid program    | Rövid program | Rövid program | Kűr              | Kűr              | Kűr              | Kűr              | Kűr        | Kűr        |
| Versenyző                                                                                    | Versenyszám   | Férfi            | Női              | Páros            | Jégtánc          | Összesítés    | Összesítés    | Férfi            | Női              | Páros            | Jégtánc          | Összesítés | Összesítés |
| Versenyző                                                                                    | Versenyszám   | Pont Csapat pont | Pont Csapat pont | Pont Csapat pont | Pont Csapat pont | Pont          | Hely.         | Pont Csapat pont | Pont Csapat pont | Pont Csapat pont | Pont Csapat pont | Pont       | Helyezés   |
| -------------------------------------------------------------------------------------------- | ------------- | ---------------- | ---------------- | ---------------- | ---------------- | ------------- | ------------- | ---------------- | ---------------- | ---------------- | ---------------- | ---------- | ---------- |
| Cha Jun-hwan (F) Choi Da-bin (N) Kim Kyu-eun / Alex Kam (P) Yura Min / Alexander Gamelin (J) | Csapatverseny | 77,70 5          | 65,73 5          | 52,10 1          | 51,97 2          | 13            | 9.            | kiesett          | kiesett          | kiesett          | kiesett          | kiesett    | kiesett    |

## Rövidpályás gyorskorcsolya
Férfi
| Versenyző                                                      | Versenyszám  | Előfutam | Előfutam | Negyeddöntő | Negyeddöntő | Elődöntő | Elődöntő | B döntő  | B döntő | Döntő         | Döntő         | Helyezés |
| Versenyző                                                      | Versenyszám  | Idő      | Hely.    | Idő         | Hely.       | Idő      | Hely.    | Idő      | Hely.   | Idő           | Hely.         | Helyezés |
| -------------------------------------------------------------- | ------------ | -------- | -------- | ----------- | ----------- | -------- | -------- | -------- | ------- | ------------- | ------------- | -------- |
| Hwang Dae-heon                                                 | 500 m        | 40,758   | 1.       | 40,861      | 2.          | 40,108   | 1.       |          |         | 39,854        | 2.            |          |
| Hwang Dae-heon                                                 | 1000 m       | 1:24,457 | 1.       | kizárták    | kizárták    | kiesett  | kiesett  | kiesett  | kiesett | kiesett       | kiesett       | 17.      |
| Hwang Dae-heon                                                 | 1500 m       | 2:15,561 | 1.       |             |             | 2:11,469 | 2.       |          |         | nem ért célba | nem ért célba | 14.      |
| Lim Hyo-jun                                                    | 500 m        | 40,418   | 1.       | 40,400      | 1.          | 40,132   | 2.       |          |         | 39,919        | 3.            |          |
| Lim Hyo-jun                                                    | 1000 m       | 1:23,971 | 1.       | 1:24,095    | 1.          | 1:26,463 | 1.       |          |         | 1:33,312      | 4.            | 4.       |
| Lim Hyo-jun                                                    | 1500 m       | 2:13,891 | 1.       |             |             | 2:11,389 | 1.       |          |         | 2:10,485      | 1.            |          |
| Seo Yi-ra                                                      | 500 m        | 40,438   | 1.       | 1:17,779    | 4.          | kiesett  | kiesett  | kiesett  | kiesett | kiesett       | kiesett       | 14.      |
| Seo Yi-ra                                                      | 1000 m       | 1:24,734 | 2.       | 1:24,053    | 1.          | 1:24,252 | 2.       |          |         | 1:31,619      | 3.            |          |
| Seo Yi-ra                                                      | 1500 m       | 2:18,750 | 1.       |             |             | 2:11,126 | 3.       | 2:26,346 | 2.      |               |               | 9.       |
| Hwang Dae-heon Kim Do-kyoum Kwak Yoon-gy Lim Hyo-jun Seo Yi-ra | 5000 m váltó |          |          |             |             | 6:34,510 | 1.       |          |         | 6:42,118      | 4.            | 4.       |

Női
| Versenyző                                                    | Versenyszám  | Előfutam | Előfutam | Negyeddöntő | Negyeddöntő | Elődöntő | Elődöntő | B döntő    | B döntő | Döntő    | Döntő    | Helyezés |
| Versenyző                                                    | Versenyszám  | Idő      | Hely.    | Idő         | Hely.       | Idő      | Hely.    | Idő        | Hely.   | Idő      | Hely.    | Helyezés |
| ------------------------------------------------------------ | ------------ | -------- | -------- | ----------- | ----------- | -------- | -------- | ---------- | ------- | -------- | -------- | -------- |
| Choi Min-jeong                                               | 500 m        | 42,870   | 1.       | 42,996      | 2.          | 42,442   | 1.       |            |         | kizárták | kizárták | 6.       |
| Choi Min-jeong                                               | 1000 m       | 1:31,190 | 1.       | 1:30,940    | 1.          | 1:31,131 | 3. ADV A |            |         | 1:42,434 | 4.       | 4.       |
| Choi Min-jeong                                               | 1500 m       | 2:24,595 | 1.       |             |             | 2:22,295 | 1.       |            |         | 2:24,948 | 1.       |          |
| Kim A-lang                                                   | 500 m        | 43,724   | 3.       | kiesett     | kiesett     | kiesett  | kiesett  | kiesett    | kiesett | kiesett  | kiesett  | 19.      |
| Kim A-lang                                                   | 1000 m       | 1:30,459 | 1.       | 1:30,137    | 2.          | 1:29,212 | 3.       | idő nélkül | 1.      |          |          | 5.       |
| Kim A-lang                                                   | 1500 m       | 2:20,891 | 1.       |             |             | 2:22,691 | 1.       |            |         | 2:25,941 | 4.       | 4.       |
| Shim Suk-hee                                                 | 500 m        | 43,048   | 3.       | kiesett     | kiesett     | kiesett  | kiesett  | kiesett    | kiesett | kiesett  | kiesett  | 17.      |
| Shim Suk-hee                                                 | 1000 m       | 1:34,940 | 1.       | 1:29,159    | 1.          | 1:30,974 | 2.       |            |         | kizárták | kizárták | 6.       |
| Shim Suk-hee                                                 | 1500 m       | 2:39,984 | 3.       |             |             | kiesett  | kiesett  | kiesett    | kiesett | kiesett  | kiesett  | 29.      |
| Choi Min-jeong Kim A-lang Kim Ye-jin Lee Yu-bin Shim Suk-hee | 3000 m váltó |          |          |             |             | 4:06,387 | 1.       |            |         | 4:07,361 | 1.       |          |

## Síakrobatika
Ugrás
| Versenyző      | Versenyszám | Selejtező  | Selejtező  | Selejtező  | Selejtező  | Döntő      | Döntő      | Döntő      | Döntő      | Döntő      | Helyezés |
| Versenyző      | Versenyszám | 1. forduló | 1. forduló | 2. forduló | 2. forduló | 1. forduló | 1. forduló | 2. forduló | 2. forduló | 3. forduló | Helyezés |
| Versenyző      | Versenyszám | Pont       | Hely.      | Pont       | Hely.      | Pont       | Hely.      | Pont       | Hely.      | Pont       | Helyezés |
| -------------- | ----------- | ---------- | ---------- | ---------- | ---------- | ---------- | ---------- | ---------- | ---------- | ---------- | -------- |
| Kim Kyoung-eun | Női         | 35,67      | 25.        | 44,20      | 19.        | kiesett    | kiesett    | kiesett    | kiesett    | kiesett    | 25.      |

Félcső
| Versenyző    | Versenyszám | Selejtező | Selejtező | Selejtező     | Selejtező | Döntő    | Döntő    | Döntő    | Döntő         | Döntő    |
| Versenyző    | Versenyszám | 1. futam  | 2. futam  | Jobb eredmény | Hely.     | 1. futam | 2. futam | 3. futam | Jobb eredmény | Helyezés |
| ------------ | ----------- | --------- | --------- | ------------- | --------- | -------- | -------- | -------- | ------------- | -------- |
| Lee Kang-bok | Férfi       | 5,80      | 13,00     | 13,00         | 27.       | kiesett  | kiesett  | kiesett  | kiesett       | kiesett  |
| Jang Yu-jin  | Női         | 64,40     | 60,00     | 64,40         | 18.       | kiesett  | kiesett  | kiesett  | kiesett       | kiesett  |

Mogul
| Versenyző      | Versenyszám | Selejtező | Selejtező | Selejtező | Selejtező | Selejtező | Selejtező | Selejtező | Selejtező | Döntő    | Döntő    | Döntő    | Döntő    | Döntő         | Döntő         | Döntő         | Döntő         | Döntő    | Döntő    | Döntő    | Helyezés |
| Versenyző      | Versenyszám | 1. futam  | 1. futam  | 1. futam  | 1. futam  | 2. futam  | 2. futam  | 2. futam  | 2. futam  | 1. futam | 1. futam | 1. futam | 1. futam | 2. futam      | 2. futam      | 2. futam      | 2. futam      | 3. futam | 3. futam | 3. futam | Helyezés |
| Versenyző      | Versenyszám | Idő       | Pont      | Össz.     | Hely.     | Idő       | Pont      | Össz.     | Hely.     | Idő      | Pont     | Össz.    | Hely.    | Idő           | Pont          | Össz.         | Hely.         | Idő      | Pont     | Össz.    | Helyezés |
| -------------- | ----------- | --------- | --------- | --------- | --------- | --------- | --------- | --------- | --------- | -------- | -------- | -------- | -------- | ------------- | ------------- | ------------- | ------------- | -------- | -------- | -------- | -------- |
| Choi Jae-woo   | Férfi       | 24,95     | 57,85     | 72,95     | 20.       | 25,93     | 67,42     | 81,23     | 1.        | 24,86    | 63,04    | 78,26    | 10.      | nem ért célba | nem ért célba | nem ért célba | nem ért célba | kiesett  | kiesett  | kiesett  | 12.      |
| Kim Ji-hyon    | Férfi       | 26,05     | 56,20     | 69,85     | 24.       | 26,62     | 55,27     | 69,85     | 17.       | kiesett  | kiesett  | kiesett  | kiesett  | kiesett       | kiesett       | kiesett       | kiesett       | kiesett  | kiesett  | kiesett  | 27.      |
| Seo Myung-joon | Férfi       | 25,02     | 53,44     | 68,45     | 26.       | 25,41     | 65,02     | 69,51     | 18.       | kiesett  | kiesett  | kiesett  | kiesett  | kiesett       | kiesett       | kiesett       | kiesett       | kiesett  | kiesett  | kiesett  | 28.      |
| Seo Jee-won    | Női         | 30,71     | 55,07     | 68,46     | 19.       | 31,55     | 52,16     | 68,46     | 14.       | kiesett  | kiesett  | kiesett  | kiesett  | kiesett       | kiesett       | kiesett       | kiesett       | kiesett  | kiesett  | kiesett  | 24.      |
| Seo Jung-hwa   | Női         | 41,80     | 15,67     | 16,57     | 30.       | 29,45     | 66,77     | 71,58     | 6.        | 29,77    | 67,86    | 72,31    | 14.      | kiesett       | kiesett       | kiesett       | kiesett       | kiesett  | kiesett  | kiesett  | 14.      |

Slopestyle
| Versenyző    | Versenyszám | Selejtező | Selejtező | Selejtező     | Selejtező | Döntő    | Döntő    | Döntő    | Döntő         | Döntő    |
| Versenyző    | Versenyszám | 1. futam  | 2. futam  | Jobb eredmény | Hely.     | 1. futam | 2. futam | 3. futam | Jobb eredmény | Helyezés |
| ------------ | ----------- | --------- | --------- | ------------- | --------- | -------- | -------- | -------- | ------------- | -------- |
| Lee Mee-hyun | Női         | 46,80     | 72,80     | 72,80         | 13.       | kiesett  | kiesett  | kiesett  | kiesett       | kiesett  |

## Sífutás
Távolsági
Férfi
| Versenyző  | Versenyszám | Klasszikus | Klasszikus | Szabad     | Szabad     | Összesen   | Összesen   |
| Versenyző  | Versenyszám | Idő        | Hely.      | Idő        | Hely.      | Idő        | Helyezés   |
| ---------- | ----------- | ---------- | ---------- | ---------- | ---------- | ---------- | ---------- |
| Kim Eun-ho | 15 km       |            |            |            |            | 39:07,9    | 81.        |
| Kim Eun-ho | 30 km       | 48:29,9    | 66.        | lekörözték | lekörözték | lekörözték | lekörözték |
| Kim Eun-ho | 50 km       |            |            |            |            | lekörözték | lekörözték |
| Kim Magnus | 15 km       |            |            |            |            | 36:39,0    | 42.        |
| Kim Magnus | 50 km       |            |            |            |            | 2:24:14,0  | 43.        |

Női
| Versenyző    | Versenyszám | Klasszikus | Klasszikus | Szabad  | Szabad | Összesen | Összesen |
| Versenyző    | Versenyszám | Idő        | Hely.      | Idő     | Hely.  | Idő      | Helyezés |
| ------------ | ----------- | ---------- | ---------- | ------- | ------ | -------- | -------- |
| Ju Hye-ri    | 10 km       |            |            |         |        | 31:27,1  | 79.      |
| Lee Chae-won | 10 km       |            |            |         |        | 28:37,5  | 51.      |
| Lee Chae-won | 15 km       | 25:05,5    | 59.        | 21:06,8 | 42.    | 46:44,5  | 57.      |

Sprint
| Versenyző              | Versenyszám         | Selejtező | Selejtező | Negyeddöntő | Negyeddöntő | Elődöntő | Elődöntő | Döntő   | Helyezés |
| Versenyző              | Versenyszám         | Idő       | Hely.     | Idő         | Hely.       | Idő      | Hely.    | Idő     | Helyezés |
| ---------------------- | ------------------- | --------- | --------- | ----------- | ----------- | -------- | -------- | ------- | -------- |
| Kim Magnus             | Férfi egyéni sprint | 3:22,36   | 47.       | kiesett     | kiesett     | kiesett  | kiesett  | kiesett | 47.      |
| Kim Eun-ho Kim Magnus  | Férfi csapatsprint  |           |           |             |             | 17:56,71 | 13.      | kiesett | 23.      |
| Ju Hye-ri              | Női egyéni sprint   | 4:11,92   | 67.       | kiesett     | kiesett     | kiesett  | kiesett  | kiesett | 67.      |
| Ju Hye-ri Lee Chae-won | Női csapatsprint    |           |           |             |             | 19:19,17 | 11.      | kiesett | 21.      |

## Síugrás
Férfi
| Versenyző                                         | Versenyszám   | Selejtező | Selejtező | Selejtező | 1. ugrás | 1. ugrás | 1. ugrás | 2. ugrás | 2. ugrás | 2. ugrás | Összesítés | Összesítés |
| Versenyző                                         | Versenyszám   | Táv       | Pont      | Hely.     | Táv      | Pont     | Hely.    | Táv      | Pont     | Hely.    | Pont       | Helyezés   |
| ------------------------------------------------- | ------------- | --------- | --------- | --------- | -------- | -------- | -------- | -------- | -------- | -------- | ---------- | ---------- |
| Choi Seo-u                                        | Normálsánc    | 89,0      | 94,7      | 39.       | 93,5     | 83,9     | 41.      | kiesett  | kiesett  | kiesett  | kiesett    | kiesett    |
| Choi Seo-u                                        | Nagysánc      | 114,5     | 73,5      | 46.       | 114,0    | 93,2     | 45.      | kiesett  | kiesett  | kiesett  | kiesett    | kiesett    |
| Kim Hyun-ki                                       | Normálsánc    | 84,0      | 83,1      | 52.       | kiesett  | kiesett  | kiesett  | kiesett  | kiesett  | kiesett  | kiesett    | kiesett    |
| Kim Hyun-ki                                       | Nagysánc      | 101,5     | 46,4      | 55.       | kiesett  | kiesett  | kiesett  | kiesett  | kiesett  | kiesett  | kiesett    | kiesett    |
| Kim Hyun-ki Park Je-un Choi Heung-chul Choi Seo-u | Csapatverseny |           |           |           | 409,5    | 274,5    | 12.      | kiesett  | kiesett  | kiesett  | kiesett    | kiesett    |

Női
| Versenyző    | Versenyszám | Első forduló | Első forduló | Első forduló | Döntő   | Döntő   | Döntő   | Összesítés | Összesítés |
| Versenyző    | Versenyszám | Táv          | Pont         | Hely.        | Táv     | Pont    | Hely.   | Pont       | Helyezés   |
| ------------ | ----------- | ------------ | ------------ | ------------ | ------- | ------- | ------- | ---------- | ---------- |
| Park Guy-lim | Normálsánc  | 56,0         | 14,2         | 35.          | kiesett | kiesett | kiesett | kiesett    | kiesett    |

## Snowboard
Akrobatika
Férfi
| Versenyző     | Versenyszám | Selejtező  | Selejtező  | Selejtező     | Selejtező  | Döntő      | Döntő      | Döntő      | Döntő         | Helyezés   |            |
| Versenyző     | Versenyszám | 1. futam   | 2. futam   | Jobb eredmény | Hely.      | 1. futam   | 2. futam   | 3. futam   | Jobb eredmény | Helyezés   |            |
| ------------- | ----------- | ---------- | ---------- | ------------- | ---------- | ---------- | ---------- | ---------- | ------------- | ---------- | ---------- |
| Lee Min-sik   | Big air     | 68,75      | 72,25      | 72,25         | 14.        | kiesett    | kiesett    | kiesett    | kiesett       | 27.        |            |
| Lee Min-sik   | Slopestyle  | nem indult | nem indult | nem indult    | nem indult | nem indult | nem indult | nem indult | nem indult    | nem indult | nem indult |
| Kim Ho-jun    | Halfpipe    | 54,50      | 10,25      | 54,50         | 24.        | kiesett    | kiesett    | kiesett    | kiesett       | 24.        |            |
| Kweon Lee-jun | Halfpipe    | 58,50      | 62,75      | 62,75         | 21.        | kiesett    | kiesett    | kiesett    | kiesett       | 21.        |            |
| Lee Kwang-ki  | Halfpipe    | 75,00      | 72,00      | 75,00         | 14.        | kiesett    | kiesett    | kiesett    | kiesett       | 14.        |            |

Női
| Versenyző   | Versenyszám | Selejtező | Selejtező | Selejtező     | Selejtező | Döntő    | Döntő    | Döntő    | Döntő         | Helyezés |
| Versenyző   | Versenyszám | 1. futam  | 2. futam  | Jobb eredmény | Hely.     | 1. futam | 2. futam | 3. futam | Jobb eredmény | Helyezés |
| ----------- | ----------- | --------- | --------- | ------------- | --------- | -------- | -------- | -------- | ------------- | -------- |
| Kwon Sun-oo | Halfpipe    | 19,25     | 35,00     | 35,00         | 20.       | kiesett  | kiesett  | kiesett  | kiesett       | 20.      |

Parallel giant slalom
| Versenyző     | Versenyszám | Selejtező | Selejtező | Nyolcaddöntő                       | Negyeddöntő                    | Elődöntő                   | Döntő                           | Helyezés |
| Versenyző     | Versenyszám | Idő       | Hely.     | Ellenfél Eredmény                  | Ellenfél Eredmény              | Ellenfél Eredmény          | Ellenfél Eredmény               | Helyezés |
| ------------- | ----------- | --------- | --------- | ---------------------------------- | ------------------------------ | -------------------------- | ------------------------------- | -------- |
| Choi Bo-gun   | Férfi       | 1:26,78   | 26.       | kiesett                            | kiesett                        | kiesett                    | kiesett                         | 26.      |
| Kim Sang-kyum | Férfi       | 1:25,88   | 15.       | Žan Košir (SLO) · V +1,14          | kiesett                        | kiesett                    | kiesett                         | 15.      |
| Lee Sang-ho   | Férfi       | 1:25,06   | 3.        | Dmitry Sarsembaev (OAR) · Gy –0,54 | Benjamin Karl (AUT) · Gy –0,94 | Žan Košir (SLO) · Gy –0,01 | Nevin Galmarini (SUI) · V +0,43 |          |
| Jeong Hae-rim | Női         | 1:34,11   | 20.       | kiesett                            | kiesett                        | kiesett                    | kiesett                         | 20.      |
| Shin Da-hae   | Női         | 1:36,04   | 25.       | kiesett                            | kiesett                        | kiesett                    | kiesett                         | 25.      |

## Szánkó
| Versenyző                    | Versenyszám | 1. futam | 1. futam | 2. futam | 2. futam | 3. futam | 3. futam | 4. futam | 4. futam | Összesítés | Összesítés |
| Versenyző                    | Versenyszám | Idő      | Hely.    | Idő      | Hely.    | Idő      | Hely.    | Idő      | Hely.    | Idő        | Helyezés   |
| ---------------------------- | ----------- | -------- | -------- | -------- | -------- | -------- | -------- | -------- | -------- | ---------- | ---------- |
| Lim Nam-kyu                  | Férfi egyes | 49,461   | 31.      | 48,591   | 28.      | 48,620   | 29.      | kiesett  | kiesett  | 2:26,672   | 30.        |
| Cho Jung-myung Park Jin-yong | Kettes      | 46,396   | 10.      | 46,276   | 8.       |          |          |          |          | 1:32,672   | 9.         |
| Aileen Frisch                | Női egyes   | 46,350   | 5.       | 46,456   | 9.       | 46,751   | 13.      | 46,843   | 11.      | 3:06,400   | 8.         |
| Sung Eun-ryung               | Női egyes   | 46,918   | 18.      | 46,851   | 20.      | 47,205   | 18.      | 47,276   | 18.      | 3:08,250   | 18.        |

| Versenyző                                              | Versenyszám  | 1. futam | 1. futam | 2. futam | 2. futam | 3. futam | 3. futam | Összesítés | Összesítés |
| Versenyző                                              | Versenyszám  | Idő      | Hely.    | Idő      | Hely.    | Idő      | Hely.    | Idő        | Helyezés   |
| ------------------------------------------------------ | ------------ | -------- | -------- | -------- | -------- | -------- | -------- | ---------- | ---------- |
| Aileen Frisch Lim Nam-kyu Cho Jung-myung Park Jin-yong | Vegyes váltó | 47,211   | 6.       | 49,854   | 13.      | 49,478   | 8.       | 2:26,543   | 9.         |

## Szkeleton
| Versenyző    | Versenyszám | 1. futam | 1. futam | 2. futam | 2. futam | 3. futam | 3. futam | 4. futam | 4. futam | Összesítés | Összesítés |
| Versenyző    | Versenyszám | Idő      | Hely.    | Idő      | Hely.    | Idő      | Hely.    | Idő      | Hely.    | Idő        | Helyezés   |
| ------------ | ----------- | -------- | -------- | -------- | -------- | -------- | -------- | -------- | -------- | ---------- | ---------- |
| Kim Ji-soo   | Férfi       | 50,80    | 4.       | 50,86    | 6.       | 50,51    | 4.       | 50,81    | 6.       | 3:22,98    | 6.         |
| Yun Sung-bin | Férfi       | 50,28    | 1.       | 50,07    | 1.       | 50,18    | 1.       | 50,02    | 1.       | 3:20,55    |            |
| Jeong Sophia | Női         | 52,47    | 13.      | 52,67    | 15.      | 52,47    | 15.      | 52,28    | 12.      | 3:29,89    | 15.        |